# نظر (خرافه)

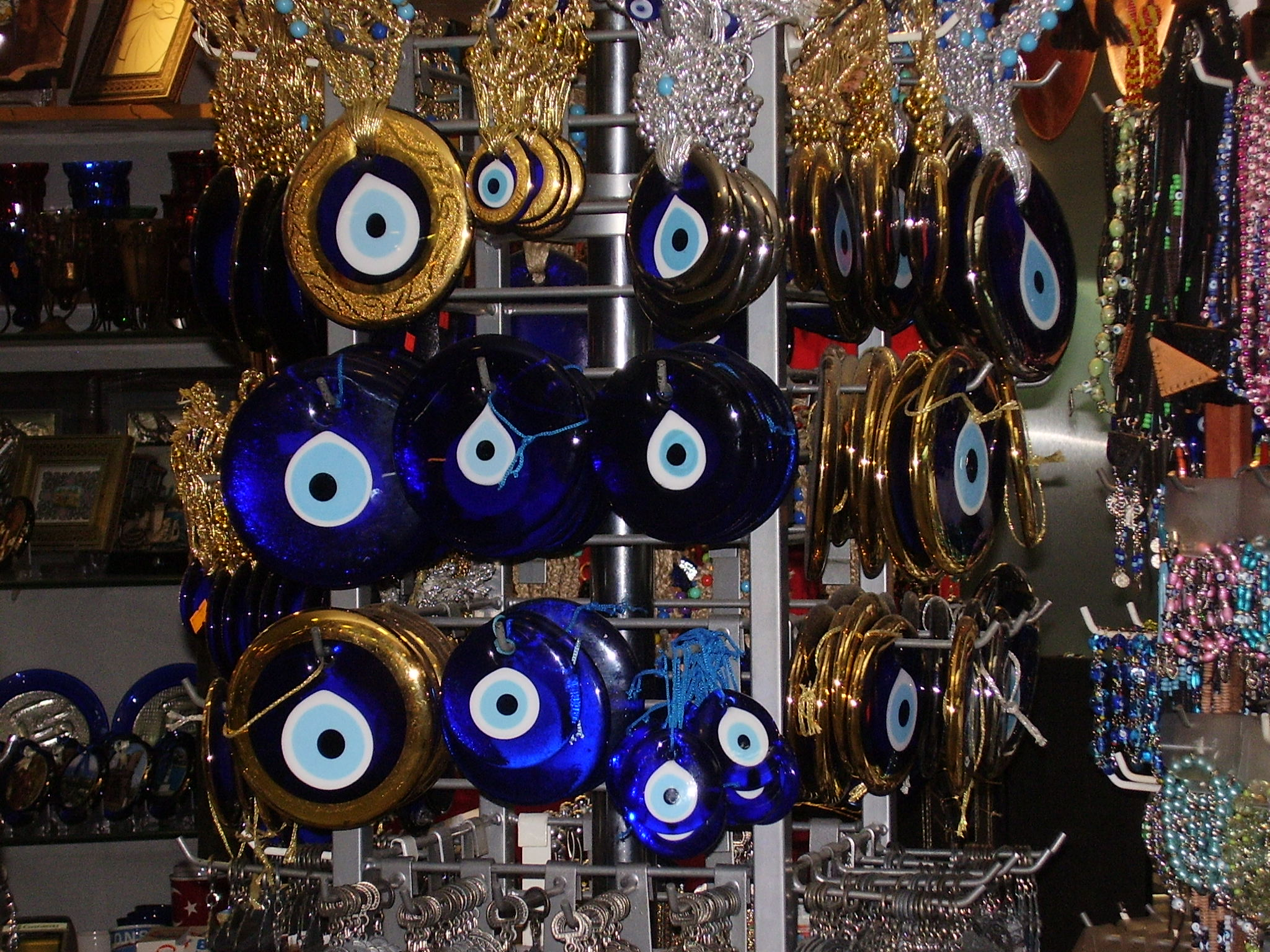
نظر قربانی به شکل آویزهای تزیینی در ترکیه

نظر قربانی بر سر و گردن اسب در اصفهان

«نظر» یا «نظرقربانی» (عامیانه: نظر قربونی) نوعی طلسم قدیمی مرسوم در بسیاری از کشورهای جهان خصوصا در خاورمیانه است که اغلب به شکل یک تک چشم آبی رنگ و به شکل تزیینی سفالی، شیشه‌ای و... ساخته می‌شده است. هدف از نظر قربانی پیش‌گیری از «چشم‌زخم» یا همان «چشم نظر» است. نظر قربانی بیشتر بر سر و گردن بچه‌ها یا حیوانات عزیزی که تامین‌کننده درآمد خانواده بوده و نیز دیوار منزل و محل کسب آویزان می‌شده‌ است. آویزان کردن زنگوله و مهره به همراه نظر قربانی هم مرسوم بوده‌ است. امروزه بیشتر از نظر قربانی برای تزیین استفاده می‌شود.

## در ایران
در روز عید قربان، چشم گوسفند قربانی را بر می‌داشتند یا می‌دزدیدند (زیرا این‌گونه خاصیت بیشتری داشت) و پس از خشک کردن، در موم یا قشر نازکی از طلا یا نقره می‌گرفتند تا به شکل گوی کوچکی درآید. این طلسم برای بیمار بسیار سخت به کار می‌رفت. کسی که اصطلاحاً «نظر به جگرش کاری شده بود». گاه آن را سابیده و با آب در می‌آمیختند و به بیمار می‌خوراندند یا سابیده آن را روی زخمش می‌مالیدند تا بهبود یابد.